# HTC ThunderBolt
HTC ThunderBolt是臺灣手機製造公司宏達電於2011年3月17日於擁有4G網路國家推出的高階智慧型手機。該機僅在美國為威訊無線獨家販售。

## 規格[1]
- 螢幕：4.3" Super LCD 800x480
- 處理器：Qualcomm Snapdragon MSM8655 單核心 1Ghz
- 相機：800萬畫素+130萬畫素（配置LED閃光燈）
- 重量：177g
- 厚度：1.4cm
- 記憶體：768MB RAM/8GB ROM
- 顔色：黑
- 産地：台湾
- 上市國： 美国